# Henry Hagemann
Henry Hagemann (* 6. September 1910 in Kopenhagen; † 5. April 1964 ebendort) war ein dänischer Jazzmusiker (Tenorsaxophon, auch Klarinette, Arrangement).

## Wirken
Hagemann wurde 1931 professioneller Musiker. Während seiner Karriere spielte er zunächst in Tanzorchestern, ab 1936 in den Gruppen von Kai Ewans und ab 1939 bei Leo Mathisen, mit denen es auch zu Aufnahmen kam. Von 1944 bis 1949 leitete er sein eigenes Sextett; mit seiner Full Brass kam es gleichfalls zu Schallplatten-Einspielungen. Anschließend betätigte er sich vor allem als Theatermusiker, zunächst mit Hans Schreiber in den Fiffer-Revyen und später in der Cirkusrevyen. Er war auch an Det ny Scala engagiert. Weiterhin ist er auch auf Tonträgern von Matadorerne, Peter Rasmussen and His Swingin' Seven, Cecil Aagaard und Svend Asmussens Orkester zu hören. Tom Lord verzeichnet 23 Aufnahmen mit ihm zwischen 1936 und 1949.
In Jesper Høms Spielfilm Take It Easy (1986), der das dänische Jazzleben 1945 behandelt, wird er von Jesper Thilo gespielt.